# Franc Temlin
Franc (Ferenc) Temlin (mađ.: Temlin Ferenc) (Krajna, Mađarska ? – prva polovica 18. st.), slovenski evangelički svećenik u Prekmurju, u Mađarskoj (danas Slovenija).
Napisao je prvu knjigu na prekomurskom jeziku (Mali katechizmus, 1715. Halle, Njemačka).